# Сидри-Рёйдалайкюр
Сидри-Рёйдилайкюр (исл. Syðri-Rauðalækur), иногда именуется также как Рёйдилайкюр (исл. Rauðalækur) — небольшая деревня на юге Исландии, находящаяся в муниципалитете Рангауртинг Итра. По состоянию на 1 января 2011 года население Сидри-Рёйдилайкюра составляет 43 человека. Находится неподалёку от города Хедла. Через населённый пункт проходит кольцевая дорога.